# Тятинин, Василий Михайлович
Василий Михайлович Тятинин, (18 марта 1865 — 19 ноября 1923) — торговец, хозяин трактира, депутат Государственной думы Российской империи IV-го созыва от Нижегородской губернии.

## Биография
Крестьянин села Гордеево Гордеевской волости Балахнинского уезда Нижегородской губернии.  Образование получил в земской начальной школе.  Имел трактир в селе Гордеевке и ежегодно арендовал ещё один на Нижегородской ярмарке. Торговый депутат. Состоял гласным Балахнинского уездного земства. В 1898 году на собственные средства построил здание народного училища села Княжиха в Балахнинском уезде, был попечителем данного училища. Состоял в Гордеевском обществе хоругвеносцев. В ноябре 1905 вместе с братом создал вольную пожарную дружину в селе Гордеевке, которая по данным А. А. Фоменкова, показала себя в декабре 1905 как черносотенная боевая организация, участвуя в подавлении революционных выступлений.
Церковный староста в храме во имя Смоленской Иконы Божьей матери в Гордеевке (1901-1923). Имел 7 десятин надельной земли, что позволяло считаться крестьянином.
18 октября 1912 избран в Государственную думу Российской империи IV созыва съездом уполномоченных от волостей Нижегородской губернии (61 шар «за», 35 «против»). Вошёл в состав фракции Правых. Член думских комиссий о торговле и промышленности; распорядительной; о преобразовании полиции в империи и о народном здравии.
17 мая 1913 года встречал вместе с депутацией крестьян села Гордеевки, включая волостного старшину И. С. Соловьева и сельского старосту И. М. Тятинина,  императорскую семью на Московском вокзале Нижнего Новгорода. В. М. Тятинин поднёс хлеб-соль, обратился к императору с приветственной речью.
Избран почётным членом Нижегородского братства Святого Георгия.
Дальнейшая судьба и дата смерти неизвестны

## Семья
- Жена[1] — ? (?—?)
  - Дочь[1] — ? (?—?)

## Награды
- Большая серебряная медаль на Станиславской ленте.
- Малая золотая медаль на Аннинской ленте.
- Большая золотая медаль на Владимирской ленте.
- 1913 — Серебряная медаль на Владимирской ленте "За усердие".

## Отзывы современников
Из дневника А. Я. Садовского (1850—1926), основателя государственной архивной службы Нижегородского края (НГУАК), отца  поэта-символиста Б. А. Садовского:
От крестьян [выбран] Тятинин, содержатель трактиров в Гордеевке, такой же мужик, как Барач — землевладелец

### Архивы
- Российский государственный исторический архив. Фонд 1278. Опись 9. Дело 713. Л. 1а; Дело 813.